# Pleurotomaria gracilis
Pleurotomaria gracilis is een fossiele slakkensoort uit de familie van de Pleurotomariidae. De wetenschappelijke naam van de soort is voor het eerst geldig gepubliceerd in 1841 door Phillips.